# (22298) 1990 EJ
(22298) 1990 EJ là một tiểu hành tinh vành đai chính. Nó được phát hiện bởi Seiji Ueda và Hiroshi Kaneda ở Kushiro, Hokkaidō, Nhật Bản, ngày 2 tháng 3 năm 1990.